# سد الكفرين
سد الكفرين سد مائي يقع في الأغوار الوسطى في محافظة البلقاء وسط الأردن، وهو سد يستعمل في تخزين المياه لري المزروعات لأن الأغوار في الصيف مناخها حار جدا وهي كما يقال سلة خضار الأردن ففي الصيف يكون الجو حارا جدا فتحتاج المزروعات إلى المياه فيستعمل سد الكفرين وغيره من السدود مثل سد وادي شعيب في ريها، يعتبر ثاني سدود الأردن من حيث سنة التأسيس بعد سد شرحبيل بن حسنة، إذ تم إنشاء السد سنة 1967 بكلفة 9.3 مليون دينار أردني، تبلغ الطاقة التخزينية للسد 8.4 مليون متر مكعب.